# Старевський скляний завод
Старевський скляний завод (біл. Старэўскі шклозавод) — колишнє підприємство, що діяло з 1897 до 1925 року у селі Старе́ва Бобруйського району (нині в Слуцькому районі, Мінська область).
Найімовірніше, керівником заводу був купець Файнберґ. З 1913 до 1916  підприємство належало «Товариству Старевського кришталевого й лісопильного заводів».
Завод виробляв скляні світильники, дуті та пресовані, скло для ламп, каламарі, пляшки, банки, кришталеві вироби. Під впливом американського художника по склу Луїса Камфора Тіффані завод виготовляв різні предмети, покриті срібною фольгою (склянки, фужери, вази для квітів, цукорниці тощо). Працювали місцеві майстри, серед яких були нащадки родини граверів з Уріччя XVIII століття. Римашевський — Йосип Іванович із сином, а також чехи, німці та бельгійці.
Працівники Старевського скляного заводу неодноразово страйкували. У серпні 1905 року страйкарі вимагали поліпшення свого життя, але згідно з повідомленням мінського губернатора, власник заводу сподівався на мирне врегулювання вимог страйкарів. У жовтні 1907 р. близько 100 робітників скляного заводу припинили роботу і вимагали збільшення зарплати від керівництва. Страйк тривав 4 дні й закінчився 27 жовтня, коли робітники домовились з власником і продовжили роботу.
1908 року на міжнародній виставці в Марселі (Франція) продукція заводу була ушанована ґран-прі.
За даними 1910 року, завод мав парову машину й паровий котел, 1913 року на ньому працювало 108 робітників.
Вироби Старевського скляного заводу представлені в експозиції Слуцького краєзнавчого музею.